# Oskar John von Freyend
Albert Leopold Oskar John von Freyend (* 20. Januar 1858 in Neiße; † 3. Juni 1926) war ein preußischer Generalleutnant.

## Leben

### Herkunft
Oskar war der älteste Sohn des preußischen Hauptmanns Richard John von Freyend (1828–1866) und dessen Ehefrau Helene, geborene von Kortzfleisch (1830–1872). Sie war eine Tochter des preußischen Generalleutnants Albert von Kortzfleisch (1801–1866). Der preußische Generalleutnant Gustav John von Freyend (1834–1892) war sein Onkel.

### Militärkarriere
Nach seiner Erziehung im Kadettenkorps wurde John am 27. August 1874 als Sekondeleutnant dem 2. Schlesischen Grenadier-Regiment Nr. 11 der Preußischen Armee in Breslau überwiesen. Von 1878 bis 1883 war er Adjutant des I. Bataillons und absolvierte im Anschluss zur weiteren Ausbildung für drei Jahre die Kriegsakademie in Berlin. Während dieses Kommandos zum Premierleutnant aufgestiegen, wirkte John vom 22. März 1887 für ein Jahr als Regimentsadjutant und war anschließend zur Dienstleistung beim Großen Generalstab kommandiert. Unter Beförderung zum Hauptmann und Belassung beim Großen Generalstab wurde er am 22. März 1889 zunächst dem Generalstab der Armee aggregiert und ein Jahr später dort einrangiert. Am 22. März 1892 folgte seine Versetzung nach Stettin in den Generalstab der 3. Division. Im Jahr darauf kehrte John in den Truppendienst zurück und diente als Kompaniechef im 2. Hannoverschen Infanterie-Regiment Nr. 77 in Celle. Daran schloss sich am 17. Februar 1894 seine Rückversetzung in den Großen Generalstab und wenige Tage später in den Generalstab der 6. Division an. Dort Mitte Oktober 1894 zum Major befördert, kam John ein Jahr später in den Generalstab des VII. Armee-Korps. Ab dem 20. Mai 1897 diente er in Bremen als Kommandeur des I. Bataillon im 1. Hanseatischen Infanterie-Regiment Nr. 75. Er avancierte am 18. April 1901 zum Oberstleutnant und war als solcher bis zum 17. April 1903 beim Stab des 1. Großherzoglich Hessischen Infanterie- (Leibgarde-) Regiments Nr. 115 tätig. Für diesen Dienst verlieh ihm sein Regimentsinhaber Ernst Ludwig das Ehrenkreuz seines Verdienstordens. Anschließend wurde er als Oberst Kommandeur des Infanterie-Regiments „Prinz Moritz von Anhalt-Dessau“ (5. Pommersches) Nr. 42.
Unter Beförderung zum Generalmajor gab John das Regiment am 18. Februar 1908 ab und wurde mit der Anweisung seines Wohnsitzes in Bromberg zu den Offizieren von der Armee versetzt. Am 2. April 1908 erfolgte seine Ernennung zum Kommandeur der dort stationierten 7. Infanterie-Brigade. Bereits am 2. Juni 1908 wurde John in Genehmigung seines Abschiedgesuches mit Pension zur Disposition gestellt und anlässlich seiner Verabschiedung durch Wilhelm II. mit dem Roten Adlerorden II. Klasse mit Eichenlaub ausgezeichnet.
Während des Ersten Weltkriegs wurde John als z.D.-Offizier wiederverwendet. Zunächst war er ab dem 23. September 1914 Kommandeur der 35. Reserve-Infanterie-Brigade und nahm bei der 18. Reserve-Division an den Stellungskämpfen bei Roye teil. Dieses Kommando gab er am 25. Januar 1915 ab, kehrte nach Deutschland zurück und war vom 27. Januar 1915 bis zum 20. Mai 1918 Kommandeur der stellvertretenden 35. Infanterie-Brigade in Flensburg. In dieser Stellung erhielt John am 27. Januar 1918 den Charakter als Generalleutnant.

### Familie
John hatte sich am 27. Juli 1890 in Nimkau mit Elisabeth Freiin von Lüttwitz (1863–1919) verheiratet. Aus der Ehe gingen die sechs Kinder Irmgard (* 1891), Erna (* 1892), Richard (* 1893), Ernst (* 1896), Leopold (1898–1917) und Oskar (* 1901) hervor.